# Chrysoperla renoni
Chrysoperla renoni is een insect uit de familie van de gaasvliegen (Chrysopidae), die tot de orde netvleugeligen (Neuroptera) behoort. 
Chrysoperla renoni is voor het eerst wetenschappelijk beschreven door Lacroix in 1933.